# Resultados do Carnaval de Vitória em 2020
Resultados do Carnaval de Vitória em 2020.

## Grupo Especial
A Boa Vista é a grande campeã do Carnaval de Vitória. A escola de Cariacica faturou o bicampeonato, e o 6º título de sua história, com o enredo “O voo da Águia anuncia: A festa é Boa pode chegar. Ao som de uma linda sinfonia a música capixaba celebrar”. 
| Legenda: Campeã Rebaixada ao Grupo A |

| Colocação | Escola                       | Enredo | Pontos |
| --------- | ---------------------------- | --- | ------ |
| 1         | Independente de Boa Vista    | O voo da Águia anuncia: A festa é Boa pode chegar. Ao som de uma linda sinfonia. A música capixaba celebrar.                    | 179,1  |
| 2         | Mocidade Unida da Glória     | Oby: O Imaculado Santuário das Lendas                                                                                           | 178,6  |
| 3         | Unidos de Jucutuquara        | Griot | 177,8  |
| 4         | Novo Império                 | O Bê-a-bá dos Guris: Uma lição para todos                                                                                       | 176,7  |
| 5         | Unidos da Piedade            | Franciscos | 176,4  |
| 6         | Imperatriz do Forte          | Das Terras de Vila Rica a Vila Nova do Espírito Santo: A Imperatriz Engalanada apresenta a Rota Imperial São Pedro D'Alcântara. | 174,6  |
| 7         | Independente de São Torquato | O Portal das Ilusões | 172,7  |

## Grupo A
Após dois anos desfilando pelo Acesso, a Andaraí retorna ao Grupo Especial ao vencer o Grupo A com o enredo “Na Pancada da Marvada – Pinga Água que Passarinho Não Bebe”. 
| Legenda: Promovida ao Grupo Especial Rebaixada ao Grupo B |

| Colocação | Escola               | Enredo                                                                                                 | Pontos |
| --------- | -------------------- | --- | ------ |
| 1         | Andaraí              | Na pancada da "marvada", pinga água que passarinho não bebe                                            | 178,8  |
| 2         | Chegou o Que Faltava | Que comecem as apostas! sorte ou azar, o tempo dirá!                                                   | 178,4  |
| 3         | Chega Mais           | Divina Luz                                                                                             | 178,4  |
| 4.º       | Pega no Samba        | Viva e deixe-me viver: Intolerância jamais o Pega pede paz                                             | 176,9  |
|           | Rosas de Ouro        | Nkinzi A Longo - A Ndombe Muna Ntima a Ntin Wa Kongo. Festa de Santo Preto na Coroação do Rei do Congo | 175,7  |
| 6         | Mocidade da Praia    | Um mundo azul tão distorcido no espelho seu vou caminhando juntos aos meus                             | 175,5  |
| 7         | Unidos de Barreiros  | A Magia do Tempo                                                                                       | 174,9  |

## Grupo B
A Império de Fátima, escola da Serra, venceu o Grupo de Acesso B. 
| Legenda: Promovida ao Grupo A |

| Colocação | Escola                    | Enredo                                                       | Pontos |
| --------- | ------------------------- | ------------------------------------------------------------ | ------ |
| 1         | Império de Fátima         | Cadê O Circo? Ninguém Sabe, Ninguém Viu, O Circo Sumiu!      | 178,7  |
| 2         | União Jovem de Itacibá    |                                                              | 178    |
| 3         | Independente de Eucalipto |                                                              | 176,8  |
| 4         | Mocidade Serrana          | Pagã. Hoje tem festas na avenida celebrando as cores da vida | 175,2  |
| 5         | Tradição Serrana          | Os degredados filhos de Eva                                  | 174,4  |